# Imatge de Schrödinger
En física, la imatge de Schrödinger o representació de Schrödinger és una formulació de la mecànica quàntica en la qual els vectors d'estat evolucionen en el temps, però els operadors (observables i altres) són majoritàriament constants respecte al temps (una excepció és el hammiltonià que pot canviar si el potencial {\displaystyle V} canvis). Això difereix de la imatge de Heisenberg que manté els estats constants mentre els observables evolucionen en el temps, i de la imatge d'interacció en què tant els estats com els observables evolucionen en el temps. Les imatges de Schrödinger i Heisenberg es relacionen com a transformacions actives i passives i les relacions de commutació entre operadors es conserven en el pas entre les dues imatges.
A la imatge de Schrödinger, l'estat d'un sistema evoluciona amb el temps. L'evolució d'un sistema quàntic tancat és provocada per un operador unitari, l'operador d'evolució temporal. Per a l'evolució temporal a partir d'un vector d'estat {\displaystyle |\psi (t_{0})\rangle } en el temps t 0 a un vector d'estat {\displaystyle |\psi (t)\rangle } en el temps t, l'operador d'evolució temporal s'escriu habitualment {\displaystyle U(t,t_{0})}, i un té
{\displaystyle |\psi (t)\rangle =U(t,t_{0})|\psi (t_{0})\rangle .}
En el cas en què la H hamiltoniana del sistema no varia amb el temps, l'operador d'evolució temporal té la forma
{\displaystyle U(t,t_{0})=e^{-iH\cdot (t-t_{0})/\hbar },}
on l'exponent s'avalua mitjançant la seva sèrie de Taylor.
La imatge de Schrödinger és útil quan es tracta d'un hamiltonià H ; això és, {\displaystyle \partial _{t}H=0}.

## Rerefons
En mecànica quàntica elemental, l'estat d'un sistema de mecànica quàntica es representa per una funció d'ona de valor complex ψ(x, t). De manera més abstracta, l'estat es pot representar com un vector d'estat, o ket, {\displaystyle |\psi \rangle }. Aquest ket és un element d'un espai de Hilbert, un espai vectorial que conté tots els estats possibles del sistema. Un operador de mecànica quàntica és una funció que pren un ket {\displaystyle |\psi \rangle } i torna algun altre ket {\displaystyle |\psi '\rangle }.
Les diferències entre les imatges de Schrödinger i Heisenberg de la mecànica quàntica giren al voltant de com tractar els sistemes que evolucionen en el temps: la naturalesa dependent del temps del sistema ha de ser portada per alguna combinació dels vectors d'estat i dels operadors. Per exemple, un oscil·lador harmònic quàntic pot estar en un estat {\displaystyle |\psi \rangle } pel qual el valor esperat de l'impuls, {\displaystyle \langle \psi |{\hat {p}}|\psi \rangle }, oscil·la sinusoïdalment en el temps. Aleshores, es pot preguntar si aquesta oscil·lació sinusoïdal s'ha de reflectir en el vector d'estat {\displaystyle |\psi \rangle }, l'operador d'impuls {\displaystyle {\hat {p}}}, o ambdós. Aquestes tres opcions són vàlides; la primera dona la imatge de Schrödinger, la segona la imatge de Heisenberg i la tercera la imatge d'interacció.